# Markus Elsässer
Markus Gilbert Elsässer (* 9. April 1956) in Heidelberg, ist ein ehemaliger Manager und Buchautor.

## Leben
Markus Elsässer wuchs als Sohn des Botschafters und Juristen Martin Elsässer in London, Hongkong, Paris und Kairo auf. Er besuchte eine englische Schule in Hong Kong und später das Jesuiten-Internat Aloisiuskolleg in Bad Godesberg. Nach dem Absolvieren einer Banklehre folgte ein Wirtschaftsstudium an der Universität zu Köln. Mit der Dissertation Soziale Intentionen und Reformen des Robert Owen in der Frühzeit der Industrialisierung : Analyse seines Wirkens als Unternehmer, Sozialreformer, Genossenschafter, Frühsozialist, Erzieher u. Wissenschaftler im Jahr 1983 promovierte Elsässer an der Universität zu Köln und erreichte den Doktorgrad.
Danach arbeitete er in einer Wirtschaftsprüfungs-Sozietät. Seine Karriere in der Wirtschaft absolvierte er u. a. als Finanzdirektor bei Dow Chemical Deutschland, als General Manager bei Benckiser (heute Reckitt) in Sydney und als Managing Director Asia-Pacific für die Storck Gruppe in Singapur. Im Jahr 1986 wurde er vom Manager Magazins aus 4400 Kandidaten zu den Top-Ten-Nachwuchsmanagern Deutschlands gewählt.
Seit 1998 ist er selbständiger Value-Investor, Fondsgründer der ME Fonds und Buchautor.

## Medienpräsenz
Auf seinem gleichnamigen YouTube-Kanal veröffentlicht Markus Elsässer regelmäßig Videos zu den Themen Wirtschaft, Politik und Gesellschaft. Der Kanal besteht seit September 2013, umfasste zum Stand des 15. Juli 2025 mehr als 400 Videos und verzeichnet über 60.000 Abonnenten sowie rd. 7,7 Millionen Aufrufe. Im September 2023 gab Markus Elsässer bekannt, dass fortan keine regelmäßigen Videos mehr produziert werden. Seit Mai 2025 erscheinen auf seinem Kanal wieder regelmäßig neue Videos die an die bestehenden Inhalte anknüpfen.
Darüber hinaus gibt Elsässer in verschiedenen öffentlichkeitswirksamen Formaten wie Interviews, Podcasts oder Zeitungen Interviews und Meinungsbilder.

## Werke
- Die Rochdaler Pioniere : religiöse Einflüsse in ihrer Bedeutung für d. Entstehung d. Rochdaler Pioniergenossenschaft von 1844. Duncker & Humblot, Berlin 1982, ISBN 978-3-428-05102-1.
- Soziale Intentionen und Reformen des Robert Owen in der Frühzeit der Industrialisierung : Analyse seines Wirkens als Unternehmer, Sozialreformer, Genossenschafter, Frühsozialist, Erzieher u. Wissenschaftler. Duncker & Humblot, Berlin 1983, ISBN 978-3-428-05621-7.
- The importance of experience. wvb, Berlin 2010, ISBN 978-3-86573-523-2.
- (gemeinsam mit Simon Rolfes): Des klugen Investors Handbuch: Warum man mit »Nein!« das meiste Geld verdient und mit welchen Großaktionären man sich ins Bett legen darf. FinanzBuch Verlag, München 2016, ISBN 978-3-86248-935-0.
- Dieses Buch ist bares Geld wert: Warum das ganze Leben ein „Deal“ ist und sie die Handwerkerrechnung immer sofort bezahlen sollten. FinanzBuch Verlag, München 2020, ISBN 978-3-96092-603-0.
- Die sechs entscheidenden Lektionen des Lebens – Was ich in 50 Jahren gelernt habe und wie auch Sie damit Erfolg haben können. Finanzbuch Verlag, 2023, ISBN 978-3-95972-503-3.